# The Grey Fox
The Grey Fox è un film del 1982 diretto da Phillip Borsos.